# Menko Jan de Boer
Menko Jan de Boer (Delfzijl, 25 juli 1951) is een Nederlandse cardioloog en sinds 2010 hoogleraar cardiologie aan de Radboud Universiteit Nijmegen. 

## Biografie
De Boer studeerde van 1968 tot 1974 geneeskunde aan de Rijksuniversiteit Groningen, specialiseerde zich op het gebied van de interne geneeskunde en de cardiologie en heeft sindsdien onder meer gewerkt bij het ziekenhuis Weezenlanden in Zwolle, het huidige Isala, en het Sint Antonius Ziekenhuis Utrecht.
Hij begon met drie collega's begin jaren 80 in ziekenhuis De Weezenlanden met het behandelen van het acute hartinfarct met ballondilatatie via een katheter. Een destijds innovatieve behandelmethode gebaseerd op een katheter ontwikkeld door Charles Dotter, waaraan de behandelmethode de naam 'dotteren' dankt. Al snel bleek dat deze nieuwe behandelmethode spectaculaire verbeteringen liet zien voor patiënten ten opzichte van de behandeling met geneesmiddel, die tot dan gebruikelijk was. De resultaten van de wetenschappelijke studies over dotteren uit Zwolle kregen internationaal bekendheid door een publicatie in het New England Journal of Medicine. Dankzij dit pionierswerk in Zwolle heet de internationale standaard voor behandeling van het acute hartinfarct ook wel de 'Zwolle Treatment'. Dit onderzoek zorgde er zelfs voor dat nieuwe richtlijnen in Amerika voor behandeling van het acute hartinfarct werden uitgesteld.
Hij promoveerde in 1994 op het onderwerp angioplastiek bij het acute hartinfarct. Het jaar erop ontving hij de Einthoven-award van de Nederlandse Vereniging voor Cardiologie en het Interuniversitair Cardiologisch Instituut Nederland vanwege zijn rol bij baanbrekend onderzoek naar nieuwe behandelmethoden van het acute hartinfarct. Hij kreeg in 2006 de Andreas Grüntzig Award van de Europese Vereniging voor Cardiologie en is in 2010 benoemd tot hoogleraar cardiologie aan de Radboud Universiteit Nijmegen. Hij stelde zich bij zijn oratie in 2011 hardop de vraag Worden ouderen binnen de geneeskunde gediscrimineerd? wat tot Kamervragen leidde.
De Boer is op 16 november 2017 koninklijk onderscheiden voor zijn nationale en internationale carrière als Ridder in de Orde van de Nederlandse Leeuw.